# Hamipteridae
De Hamipteridae zijn een groep (familie) van uitgestorven pterosauriërs behorende tot de Pterodactyloidea.
In 2019 bleek bij de benoeming van Iberodactylus dat die vorm een zustersoort was van de Chinese Hamipterus. Daarom benoemden Borja Holgado, Rodrigo Vargas Pêgas, José Ignacio Canudo, Josep Fortuny, Taissa Rodrigues, Julio Company en Alexander Wilhelm Armin Kellner voor hun tak een familie Hamipteridae.
De klade Hamipteridae werd gedefinieerd als de groep omvattende Hamipterus tianshanensis, en alle soorten nauwer verwant aan Hamipterus dan aan Ludodactylus sibbicki, Coloborhynchus clavirostris of Anhanguera blittersdorffi.
In 2019 bestonden de bekende soorten alleen uit Hamipterus tianshanensis en Iberodactylus andreui. Het gaat om middelgrote pterosauriërs uit het Barremien van Azië en Europa.
Twee synapomorfieën, gedeelde nieuwe kenmerken, werden aangegeven. De kam op de praemaxilla van de snuit heeft op het voorste deel evenwijdige en naar voren gekromde duidelijk gevormde groeven en troggen. De voorrand van de kam op de praemaxilla heeft een afgeronde verbreding.
De Hamipteridae zijn de zustergroep van de Anhangueridae.